# ISO 3166-2:CR
ISO 3166-2:CR是哥斯达黎加ISO 3166-2的代碼，是国际标准化组织发布的ISO 3166标准的一部分，该标准为ISO 3166-1中所有国家的行政區（例如省或州）分配代码。目前，哥斯达黎加为該國7個省分配了ISO 3166-2代码。每个代码由两部分组成，用一个连字符隔开。第一部分是CR，第二部分是一个字母。

## 代码
| CR-A  | 阿拉胡埃拉省 |
| CR-C  | 卡塔戈省     |
| CR-G  | 瓜納卡斯特省 |
| CR-H  | 埃雷迪亞省   |
| CR-L  | 利蒙省       |
| CR-P  | 蓬塔雷納斯省 |
| CR-SJ | 聖何塞省     |